# Gert Preiser
Gert Preiser (* 18. Februar 1928 in Frankfurt am Main) ist ein deutscher Altphilologe und Medizinhistoriker.

## Leben
Er besuchte ab 1934 die Grundschule in Tübingen und ab 1936 in Rostock, ab 1938 die Große Stadtschule Rostock und ab 1940 das Gymnasium Carolo-Alexandrinum in Jena, wo er 1946 die Reifeprüfung bestand. Im Wintersemester 1946 begann er sein Studium der Klassischen Philologie und Geschichte an der Goethe-Universität in Frankfurt am Main und setzte es ab Sommersemester 1947 an der Universität Heidelberg fort. Dort legte er 1953 die Erste Staatsprüfung für das Wissenschaftliche Lehramt an Gymnasium ab, danach absolvierte er den Vorbereitungsdienst als Studienreferendar am Studienseminar in Heidelberg, den er 1955 mit der Zweiten Staatsprüfung abschloss. Als Assessor des Lehramts war er 1955/56 am Gymnasium in Weinheim tätig. 1956 ging er an die Christian-Albrechts-Universität Kiel, wo er 1957 mit einer von Hans Diller betreuten Dissertation zum Corpus Hippocraticum zum Dr. phil. promoviert wurde.
Danach war er von 1957 bis 1962 Redaktor des Hippokrateslexikons am Thesaurus Linguae Graecae der Universität Hamburg. Anschließend war er Wissenschaftlicher Angestellter und Lehrbeauftragter am Seminar für Klassische Philologie, wo er 1965 zum Studienrat ernannt wurde.
1966 wurde er Akademischer Rat am Senckenbergischen Institut für Geschichte der Medizin der Johann Wolfgang Goethe-Universität. Im Januar 1969 habilitierte er sich an der Medizinischen Fakultät für das Fach „Geschichte der Medizin mit besonderer Berücksichtigung der antiken Medizin“, im selben Jahr wurde er zum Akademischen Oberrat ernannt. Ab 1971 war er als Professor für dieses Fach tätig, ab 1974 als Geschäftsführender Direktor des Senckenbergischen Instituts für Geschichte der Medizin. 1993 wurde er in den Ruhestand versetzt.
1970 war er Mitglied im akademischen Senat, von 1971 bis 1973 der erste gewählte Vizepräsident der Goethe-Universität und als solcher Vorsitzender des akademischen Senates und Vorsitzender des Bibliotheksausschusses. Gleichzeitig war er als Ehrenbeamter Mitglied des Kulturausschusses der Stadt Frankfurt.
Von 1973 bis 1985 war er der Vorsitzende des Landesverbandes Hessen des Deutschen Hochschulverbandes.

## Ehrungen
- 1969: Senckenberg-Preis
- 1993: Ehrenmedaille der Medizinischen Fakultät der Karls-Universität zu Pilsen
- 1993: Senckenberg-Plakette
- 1993: Symposion zum 65. Geburtstag (Festschrift 1994)

## Schriften (Auswahl)

### Monographien
- Allgemeine Krankheitsbezeichnungen im Corpus Hippocraticum. Gebrauch und Bedeutung von Nousos und Nosema (= Ars Medica. Abt. 2: Griechisch-lateinische Medizin. Bd. 5). Berlin/New York 1976, ISBN 3-11-001830-6.
- mit Werner Groß: Die Plakette der Medizinischen Fakultät der Universität Frankfurt am Main (= Frankfurter Beiträge zur Geschichte, Theorie und Ethik der Medizin. Bd. 12). Hildesheim 1990, ISBN 3-487-09344-8.

### Herausgebertätigkeit
- Frankfurter Beiträge zur Geschichte, Theorie und Ethik der Medizin. Bd. 1 bis 15, Hildesheim.
- Medizin der Antike. Bd. 1 und 2, Hildesheim.
- mit Wolfgang Dittrich u. a.: Bewahrte Kultur. Ein Reprintprogramm zur Sicherung gefährdeter und seltener Bücher gefördert von der Kulturstiftung der Länder. Hildesheim 2003–2007.